# Klaus Thomas Edelmann
Klaus Thomas Edelmann (* 1963 in Frankfurt am Main) ist ein deutscher Journalist, Designkritiker und Kurator.

## Leben
Klaus Thomas Edelmann studierte Rechtswissenschaften an der Universität Frankfurt. Ab 1985 schrieb er als freier Mitarbeiter zunächst für die tageszeitung Texte über Architektur und Design, ab 1987 arbeitete er bei der Zeitschrift Design Report beim Rat für Formgebung in Frankfurt am Main. Mit der Übersiedlung des Design Report nach Hamburg entwickelte er 1993 dessen redaktionelles Konzept und wurde 1996 Chefredakteur der Zeitschrift, die er bis März 2001 leitete. Während dieser Zeit wuchs die Zeitschrift und erfuhr nationale und internationale Anerkennung. 2019 wurde sie vom Herausgeber eingestellt.
Klaus Thomas Edelmann ist Verfasser zahlreicher Essays und journalistischer Beiträge, die sich kritisch mit den Themen Design, Architektur, Gestaltung und Gesellschaft befassen; daneben ist er als Juror bei zahlreichen Designwettbewerben tätig. Ab 2005 war er assoziierter Wissenschaftler am DFG-Graduiertenkolleg „Kunst und Technik“. 2007 bis 2012 gehörte er dem Board of International Research in Design (BIRD) an. 2012 löste sein Beitrag „Design wird zur Hilfsdiziplin der Kunst“ eine intensive Debatte über die künftige Ausrichtung der Designausbildung aus. Er gehörte zum Redaktionsteam des 2019 erschienen Atlas des Möbeldesigns (herausgegeben von Mateo Kries und dem Vitra Design Museum), für den er auch Beiträge verfasste, 2019 kuratierte er die Ausstellung Hundert Jahre lenkbares Licht im Museum für Angewandte Kunst Köln. Die Ausstellung zur Geschichte von Konstruktion und Gestalt von Arbeitsleuchten wurde in einer überarbeiteten Version 2020 im Hamburger Museum für Kunst und Gewerbe gezeigt.
Thomas Edelmann ist Ko-Kurator der Ausstellung Design & Bahn im DB Museum, Nürnberg, hat Zeitzeugeninterviews geführt und DesignTalks im Rahmenprogramm moderiert. Im Sommersemester 2022 lehrt Edelmann Theoriefächer im Fachbereich Design der AMD Hamburg. Er gehört dem Redaktionsteam von "otl aicher 100" an, einer Website, die den bekannten Gestalter anlässlich seines 100. Geburtstags umfassend würdigt.
Edelmann lebt als freier Journalist und Designkritiker in Hamburg.

## Veröffentlichungen (Auswahl)
- Tara – Armatur und Archetypus. (Hg. Klaus Thomas Edelmann), Birkhäuser Verlag, Basel, 2003, ISBN 978-3764306342
- Entry Paradise, Neue Welten des Designs. (Red. Klaus Thomas und Heike Edelmann), Birkhäuser Verlag, Basel 2006, ISBN 978-3764376956
- Gestaltung denken – Grundlagentexte zu Design und Architektur (Klaus Thomas Edelmann, Gerrit Terstiege), Birkhäuser Verlag, Basel 2010, ISBN 978-3034605151
- Werner Aisslinger: Home of the Future. Haus am Waldsee, Berlin (hrsg. von Katja Blomberg, Texte Katja Blomberg und Thomas Edelmann), Verlag der Buchhandlung Walther König, Köln 2013, ISBN 978-3-86335-386-5
- Hundert Jahre lenkbares Licht – Ursprung und Aktualität beweglicher Beleuchtung, (Konzept, Recherche, Text: Thomas Edelmann, Hamburg; Übersetzungen: Alison Du Bovis, Jork), Begleitheft zur gleichnamigen Ausstellung im MAKK Köln vom 14.01. – 24.02. 2019 (1. Aufl.) und Goethe-Institut New York, Mai 2019 (2. Auflage) sowie im Museum für Kunst & Gewerbe Hamburg, vom 30.01.2020 – 21.06.2020, ISBN 978-3-00-061813-0